# 센비키야
센비키야(일본어: 千疋屋)는 일본의 과일 전문점이다. 1834년에 창업했으며, 본점은 도쿄도 주오구 니혼무로마치에 있다.